# Current Science
Current Science, kurz Curr. Sci., ist eine wissenschaftliche Fachzeitschrift, die von der Current Science Association und der Indian Academy of Sciences (IAS) herausgegeben wird.
Als Abkürzungen des Journaltitels finden sich Curr. Sci., Curr. Sci. (India) oder Curr Sci (Bangalore).

## Geschichte
Das Journal wurde im Jahr 1932 vom Nobelpreisträger Sir Chandrasekhara Venkata Raman und anderen führenden indischen Wissenschaftlern in Bengaluru im damaligen Britisch-Indien ins Leben gerufen. Dazu gründeten sie die Current Science Association als eigene Gesellschaft, deren Zweck es war, das Journal herauszugeben. Die von Raman 1934 mitgegründete Indian Academy of Sciences wurde Co-Herausgeberin der Zeitschrift. Das Journal publiziert seit Beginn Forschungsartikel und Mitteilungen aus allen naturwissenschaftlichen Bereichen.

## Beschreibung und Inhalte
Current Science ist eine multidisziplinäre Zeitschrift, die Forschungsartikel, Kurzmitteilungen, Übersichtsartikel sowie Nachrichten, Kommentare und anderes aus dem wissenschaftlichen Umfeld veröffentlicht. Die Forschungsartikel durchlaufen zur Qualitätssicherung das Peer-Review-Verfahren (Begutachtung von wissenschaftlichen Texten). Der Chefredakteur der Zeitschrift ist S. K. Satheesh, vom Indian Institute of Science, Bengaluru.
Es werden Themen aus den klassischen naturwissenschaftlichen Bereichen, aber auch angrenzenden Feldern wie Medizin und Erdsystemwissenschaft abgehandelt. Darüber hinaus werden Institutionen sowie Bildungs- und Forschungseinrichtungen porträtiert. Im Einzelnen finden sich Redakteure oder Redaktionsteams zu folgenden Themenfeldern:
- Agricultural Sciences, Horticultural Sciences and Sustainability
- Archaeology
- Atmospheric Sciences
- Biology
- Chemistry
- Earth System Sciences
- Engineering
- History and Philosophy of Science
- Management Studies
- Mathematics
- Medical Sciences
- Oceanography
- Physics
- Remote Sensing and Space Sciences

## Nutzungsmodalitäten
Das 14-tägliche Querschnittsjournal ist elektronisch kostenfrei zugänglich. In der Online-Variante werden die Beiträge kontinuierlich veröffentlicht. Das kostenfrei einsehbare Archiv umfasst Jahrgang 33 (1964) und alle Ausgaben ab Jahrgang 43 (1974).

## Impact Factor
Der Impact Factor von Current Science beträgt laut dem Herausgeber 1,0 für das Jahr 2022.